# شب (کتاب)
شب معروفترین کتاب الی ویزل است. نویسنده در این کتاب خاطرات مستقیم خود از دوران هولناک اردوگاه‌های نازی را بیان می‌کند.
این کتاب را خانم نینا استوار به فارسی برگردانده است که به کوشش بنیاد جامعه دانشوران در ایالات متحده به چاپ رسیده است.